# (4611) Vulkaneifel
(4611) Vulkaneifel est un astéroïde de la ceinture principale.

## Description
(4611) Vulkaneifel est un astéroïde de la ceinture principale. Il fut découvert le 5 avril 1989 à La Silla par Michael Geffert. Il présente une orbite caractérisée par un demi-grand axe de 2,61 UA, une excentricité de 0,19 et une inclinaison de 13,8° par rapport à l'écliptique.

## Compléments